# Paola Piglia
Paola Piglia (* 1955 in Turin) ist eine italienische Illustratorin und Malerin, die in London lebt.
Paola Piglia studierte an der UC Berkeley (BA) und EGS (MA und PhD). Ihre Doktorarbeit Upward Crashes ist als Buch von Atropos Press erschienen.
Sie arbeitete viele Jahre in New York, bevor sie nach London ging. Ihre Editorial Arbeiten erscheinen regelmäßig in der Frankfurter Allgemeinen Magazin, Vogue, GQ, The New York Times Magazine, LIFE, Time, The Atlantic Monthly, Berlin Verlag etc.

## Illustrierte Bücher
- Ljudmila Stefanowna Petruschewskaja: Der Mann, der wie eine Rose roch. Märchen. S. Fischer, Frankfurt am Main 1993, ISBN 3-10-060604-3.
- Doris Dörrie u. a., Anne Buhrfeind (Hrsg.): Im Boot mit Madonna: zehn Gebote, zehn Geschichten. Hansisches Dr.- und Verl.-Haus, Frankfurt am Main 2008, ISBN  978-3-938704-68-4.